# 常相位元件
常相位元件（constant phase element）簡稱ECM，是电子学上用來模擬双电层行為的元件，双电层是一種不理想的电容器（可參考雙電層電容）。
在針對電化學阻抗頻譜資料進行等效電路模擬以及資料擬合時，也會用到常相位元件。在為非完美介電質元件行為建模時，也會用到常相位元件。例如Warburg元件就是一種常相位元件。
有關不完美電阻、電容、電感的推廣，產生了phasance的概念

## 通用方程
電氣阻抗可以用以下方式計算：
{\displaystyle Z_{CPE}={\frac {1}{Y_{CPE}}}={\frac {1}{Q_{0}\omega ^{n}}}e^{-{\frac {\pi }{2}}ni}}
其中CPE导纳為：{\displaystyle Y_{CPE}=Q_{0}(\omega i)^{n}}，而Q0和 n （0<n<1）都和頻率無關。
Q0 = 1/|Z|，ω = 1 rad/s
其相位會固定為−(90*n)°，n範圍在0到1之間。n = 1時其特性和理想電容器相同，n = 0時的特性和理想電阻器一樣。